# Voluja
Voluja (cyr. Волуја) – wieś w Serbii, w okręgu braniczewskim, w gminie Kučevo. W 2011 roku liczyła 919 mieszkańców.